# Ото Хайнек
Ото Хайнек (на унгарски: Heinek Ottó, на немски: Otto Heinek) е унгарски журналист и политик, председател на Националното самоуправление на германците в Унгария в периода от 1999 до 2018, когато почива.

## Биография
Ото Хайнек е роден на 8 февруари 1960 г. в град Мохач, Унгарска народна република. Завършва основното си обучение в Борджад. Завършва средното си образование в Печ през 1978 г. След задължителна военна служба той посещава Печкия университет, където изучава германистика и получава диплома през 1983 г. Работи като журналист в немскоезичния вестник Neue Zeitung между 1983 и 1990 г. Междувременно той посещава Унгарското училище по журналистика, което работи под егидата на Националната асоциация на унгарските журналисти (MÚOSZ).
След прехода към многопартийна демокрация той работи в кабинета на министър-председателя, където изпълнява функциите на правителствен съветник в Националната етническа и малцинствена служба. През 1995 г. става заместник-председател на правителствения орган. Хайнек е съучредител на Националното самоуправление на германците в Унгария (MNOÖ), създадено на 11 март 1995 г., на учредителния конгрес е избран за заместник-председател на MNOÖ, а на 17 януари 1999 г. е избран за председател. Преизбиран е през 2003, 2007, 2011 и 2015 г.
Той е избран за говорител на германското национално малцинство по време на парламентарните избори в Унгария през 2014 г., но подава оставка от този пост преди откриването на новата пленарна сесия. Неговото председателско място е заменено от Имре Ритер.